# Liburnascincus
Liburnascincus – rodzaj jaszczurek z podrodziny Lygosominae w obrębie rodzinie scynkowatych (Scincidae).

## Rozmieszczenie geograficzne
Rodzaj obejmuje gatunki występujące endemicznie w stanie Queensland w Australii.  

## Systematyka
Rodzaj zdefiniowali w 1983 roku australijscy herpetolodzy Richard Walter Wells i Cliff Ross Wellington w artykule zatytułowanym A synopsis of the class Reptilia in Australia, opublikowanym w czasopiśmie „Australian Journal of Herpetology”. Gatunkiem typowym jest (oryginalne oznaczenie) L. coense.

### Etymologia
Liburnascincus: łac. Liburnus = „bóg pożądliwej przyjemności”; scincus ‘rodzaj jaszczurki, scynk’.

### Podział systematyczny
Do rodzaju należą następujące gatunki: 
- Liburnascincus artemis Hoskin & Couper, 2015
- Liburnascincus coensis (Mitchell, 1953)
- Liburnascincus mundivensis (Broom, 1898)
- Liburnascincus scirtetis (Ingram & Covacevich, 1980)